# Leichtathletik-Weltmeisterschaften 1995/Stabhochsprung der Männer

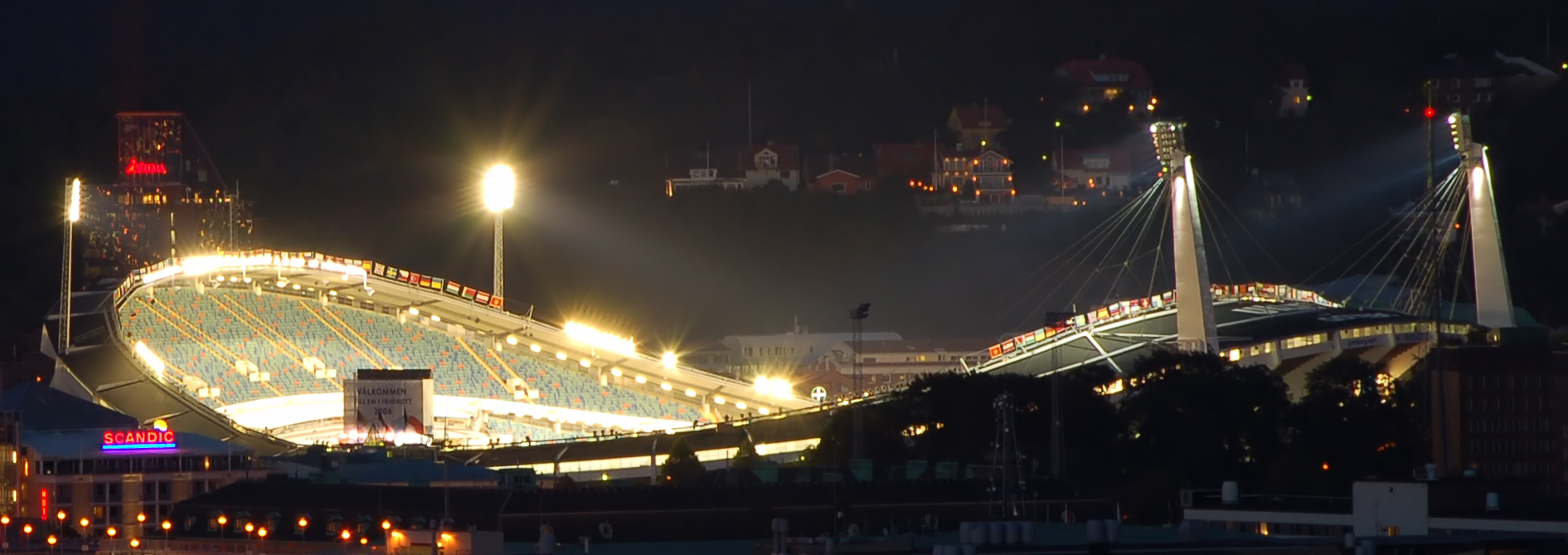
Das Göteborger Ullevi-Stadion im Jahr 2006

Der Stabhochsprung der Männer bei den Leichtathletik-Weltmeisterschaften 1995 wurde am 9. und 11. August 1995 im Göteborger Ullevi-Stadion ausgetragen.
Seinen fünften WM-Titel in Folge errang der ukrainische Olympiasieger von 1988, Europameister von 1986 und Weltrekordinhaber Serhij Bubka, der damit alle bisherigen WM-Stabhochsprung-Wettbewerbe für sich entschieden hatte. Bis 1991 war er für die Sowjetunion gestartet. Den zweiten Rang belegte der Olympiasieger von 1992 – damals für das sogenannte Vereinte Team startend – und WM-Dritte von 1993 Maxim Tarassow aus Russland. Bronze ging an den französischen EM-Dritten von 1994 Jean Galfione.

## Bestehende Rekorde
| Weltrekord               | 6,14 m | Serhij Bubka | Sestriere, Italien                | 31. Juli 1994   |
| Weltmeisterschaftsrekord | 6,00 m | Serhij Bubka | WM 1993 in Stuttgart, Deutschland | 19. August 1993 |

Der bestehende WM-Rekord wurde bei diesen Weltmeisterschaften nicht eingestellt und nicht verbessert.

## Qualifikation
9. August 1995, 16:30 Uhr
37 Teilnehmer traten in zwei Gruppen zur Qualifikationsrunde an. Die Qualifikationshöhe für den direkten Finaleinzug betrug 5,70 m. Zwei Athleten übertrafen diese Marke (hellblau unterlegt). Das Finalfeld wurde mit den zehn nächstplatzierten Sportlern auf zwölf Springer aufgefüllt (hellgrün unterlegt). Neun von ihnen hatten 5,65 m übersprungen. Über Anwendung der Fehlversuchsregel qualifizierte sich einer der sechs Athleten, die 5,55 m gemeistert hatten, ebenfalls noch für das Finale.
Die Sprunghöhen in den beiden Qualifikationsgruppen waren folgende:

5,20 – 5,40 – 5,55 – 5,65 – 5,70
Die Versuchsreihen für die einzelnen Teilnehmer in den Qualifikationsgruppen sind in den Quellen nicht aufgelistet.

### Gruppe A
| Platz | Name              | Nation         | Resultat (m) |
| 1     | Maxim Tarassow    | Russland       | 5,65         |
| 2     | Dean Starkey      | USA            | 5,65         |
| 2     | Serhij Bubka      | Ukraine        | 5,65         |
| 4     | Valeri Bukrejev   | Estland        | 5,65         |
| 5     | Igor Potapowitsch | Kasachstan     | 5,65         |
| 6     | Tim Lobinger      | Deutschland    | 5,65         |
| 7     | Jean Galfione     | Frankreich     | 5,55         |
| 8     | Heikki Vääräniemi | Finnland       | 5,55         |
| 9     | István Bagyula    | Ungarn         | 5,55         |
| 10    | Nick Buckfield    | Großbritannien | 5,55         |
| 11    | Peter Widén       | Schweden       | 5,40         |
| 12    | Simon Arkell      | Australien     | 5,40         |
| 12    | Riaan Botha       | Südafrika      | 5,40         |
| 14    | Domitien Mestre   | Belgien        | 5,20         |
| 15    | Aleksandr Jucov   | Moldau         | 5,20         |
| 15    | Christos Pallakis | Griechenland   | 5,20         |
| NM    | Paulo Benavidez   | Mexiko         | ogV          |
| NM    | José Manuel Arcos | Spanien        | ogV          |
| DNS   | Ruhan Isim        | Türkei         |              |

### Gruppe B
| Platz | Name                     | Nation      | Resultat (m) |
| 1     | Rodion Gataullin         | Russland    | 5,70         |
| 2     | Igor Trandenkow          | Russland    | 5,70         |
| 3     | Scott Huffman            | USA         | 5,65         |
| 4     | Andrei Tivontschik       | Deutschland | 5,65         |
| 5     | Okkert Brits             | Südafrika   | 5,65         |
| 6     | Trond Barthel            | Norwegen    | 5,55         |
| 7     | Patrik Stenlund          | Schweden    | 5,55         |
| 8     | Dmitri Markov            | Belarus     | 5,40         |
| 9     | Francisco Nuno Fernandes | Portugal    | 5,40         |
| 9     | Photis Stefani           | Zypern      | 5,40         |
| 11    | Kim Chul-Kyun            | Südkorea    | 5,40         |
| 12    | Javier García            | Spanien     | 5,40         |
| 13    | James Miller             | Australien  | 5,20         |
| 14    | Martin Voss              | Dänemark    | 5,20         |
| 14    | Aleksandr Korchagin      | Kasachstan  | 5,20         |
| 14    | Jean-Michel Godard       | Frankreich  | 5,20         |
| NM    | Bill Payne               | USA         | ogV          |
| NM    | Grigori Jegorow          | Kasachstan  | ogV          |
| NM    | Konstantin Semyonov      | Israel      | ogV          |

## Legende
Kurze Übersicht zur Bedeutung der Symbolik – so üblicherweise auch in sonstigen Veröffentlichungen verwendet:
| – | verzichtet   |
| o | übersprungen |
| x | ungültig     |

## Finale
11. August 1995, 16:15 Uhr
| Platz | Name               | Nation      | Resultat (m) | 5,40 m                                  | 5,50 m                                  | 5,60 m                                  | 5,70 m                                  | 5,80 m                                  | 5,86 m                                  | 5,92 m                                  | 6,15 m                                  |
| 1     | Serhij Bubka       | Ukraine     | 5,92         | –                                       | –                                       | –                                       | xo                                      | –                                       | –                                       | o                                       | xxx                                     |
| 2     | Maxim Tarassow     | Russland    | 5,86         | –                                       | –                                       | –                                       | xo                                      | –                                       | o                                       | xxx                                     |                                         |
| 3     | Jean Galfione      | Frankreich  | 5,86         | –                                       | –                                       | o                                       | –                                       | xo                                      | xxo                                     | xxx                                     |                                         |
| 4     | Okkert Brits       | Südafrika   | 5,80         | –                                       | –                                       | xo                                      | –                                       | o                                       | –                                       | xxx                                     |                                         |
| 5     | Rodion Gataullin   | Russland    | 5,70         | –                                       | –                                       | –                                       | o                                       | –                                       | xxx                                     |                                         |                                         |
| 6     | Scott Huffman      | USA         | 5,70         | –                                       | –                                       | o                                       | xo                                      | xxx                                     |                                         |                                         |                                         |
| 7     | Igor Trandenkow    | Russland    | 5,70         | –                                       | –                                       | –                                       | xxo                                     | –                                       | xxx                                     |                                         |                                         |
| 8     | Dean Starkey       | USA         | 5,60         | –                                       | –                                       | o                                       | xxx                                     |                                         |                                         |                                         |                                         |
| 9     | Andrei Tivontschik | Deutschland | 5,60         | Ablauf in den Quellen nicht aufgelistet | Ablauf in den Quellen nicht aufgelistet | Ablauf in den Quellen nicht aufgelistet | Ablauf in den Quellen nicht aufgelistet | Ablauf in den Quellen nicht aufgelistet | Ablauf in den Quellen nicht aufgelistet | Ablauf in den Quellen nicht aufgelistet | Ablauf in den Quellen nicht aufgelistet |
| 9     | Igor Potapowitsch  | Kasachstan  | 5,60         | Ablauf in den Quellen nicht aufgelistet | Ablauf in den Quellen nicht aufgelistet | Ablauf in den Quellen nicht aufgelistet | Ablauf in den Quellen nicht aufgelistet | Ablauf in den Quellen nicht aufgelistet | Ablauf in den Quellen nicht aufgelistet | Ablauf in den Quellen nicht aufgelistet | Ablauf in den Quellen nicht aufgelistet |
| 11    | Tim Lobinger       | Deutschland | 5,40         | Ablauf in den Quellen nicht aufgelistet | Ablauf in den Quellen nicht aufgelistet | Ablauf in den Quellen nicht aufgelistet | Ablauf in den Quellen nicht aufgelistet | Ablauf in den Quellen nicht aufgelistet | Ablauf in den Quellen nicht aufgelistet | Ablauf in den Quellen nicht aufgelistet | Ablauf in den Quellen nicht aufgelistet |
| NM    | Valeri Bukrejev    | Estland     | ogV          | Ablauf in den Quellen nicht aufgelistet | Ablauf in den Quellen nicht aufgelistet | Ablauf in den Quellen nicht aufgelistet | Ablauf in den Quellen nicht aufgelistet | Ablauf in den Quellen nicht aufgelistet | Ablauf in den Quellen nicht aufgelistet | Ablauf in den Quellen nicht aufgelistet | Ablauf in den Quellen nicht aufgelistet |

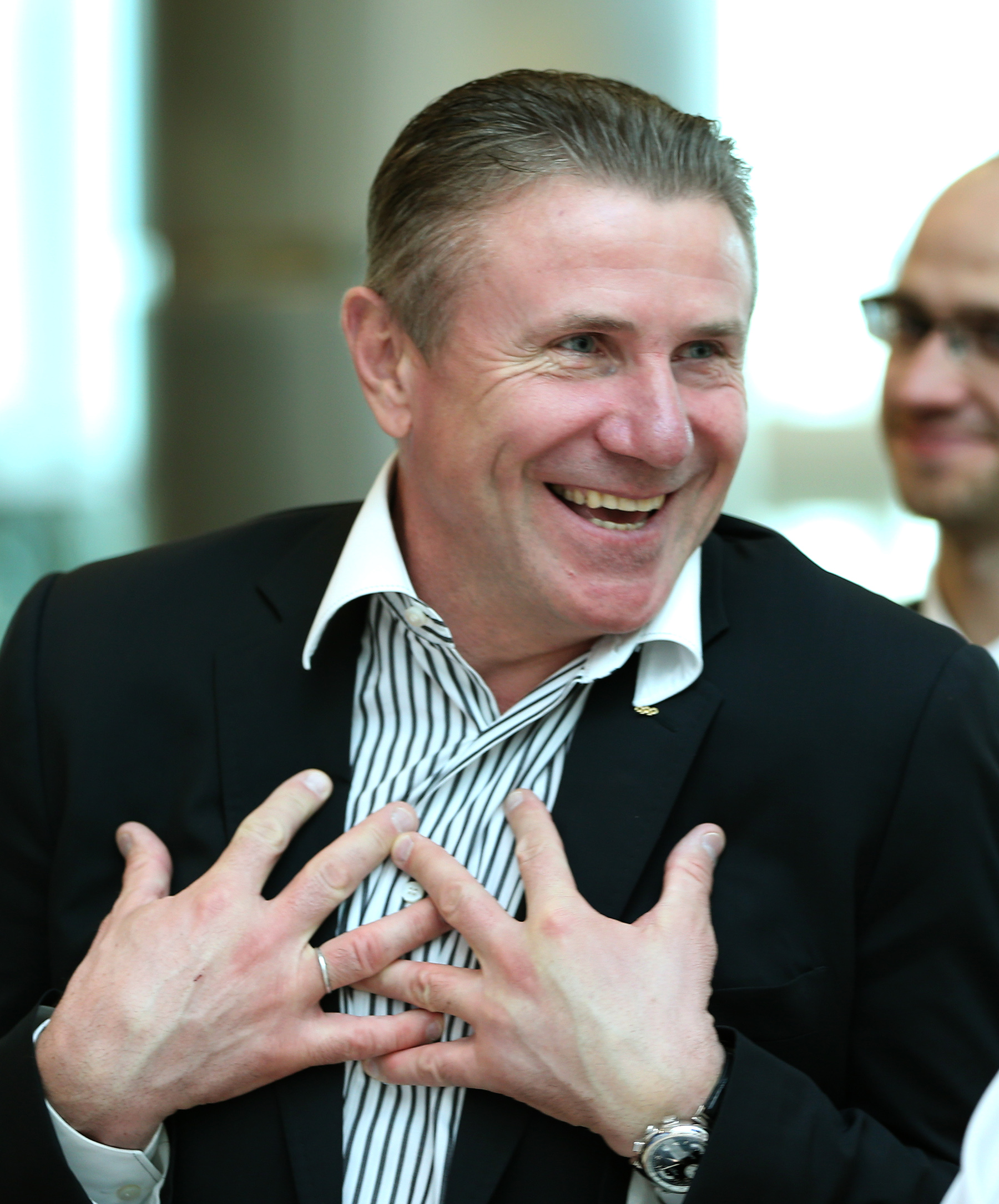
Serhij Bubka (Foto: 2013) – zum fünften (aber immer noch nicht letzten) Mal in Folge Weltmeister, 1988 auch Olympiasieger, 1986 Europameister und Weltrekordinhaber

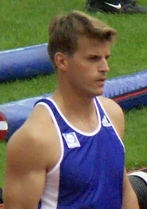
Wie 1994 bei den Europameisterschaften gab es Bronze für Jean Galfione – im kommenden Jahr wurde er Olympiasieger
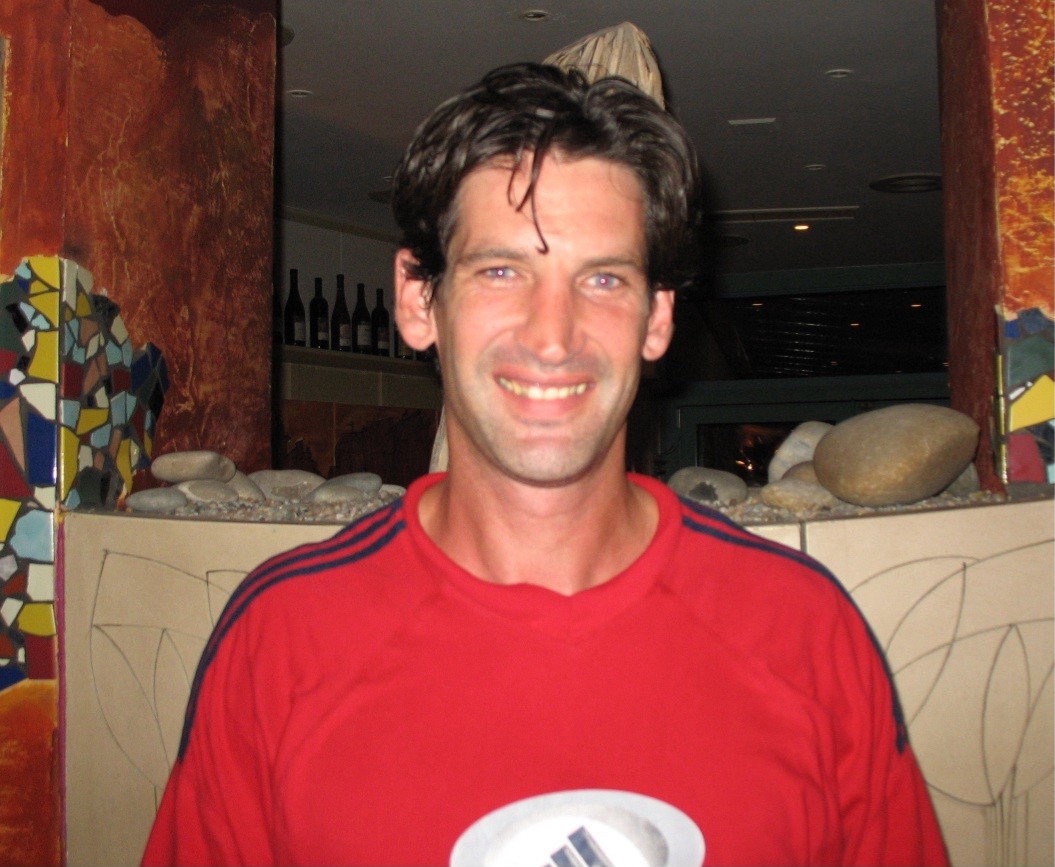
Der viertplatzierte Okkert Brits
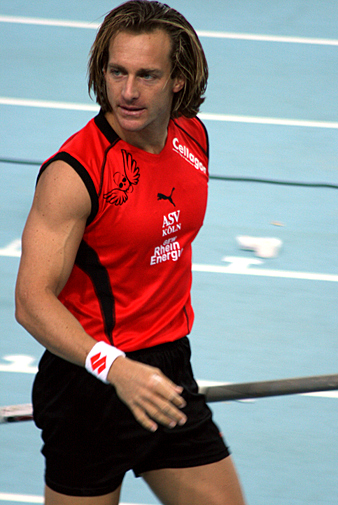
Rang elf für Tim Lobinger

## Video
- 5936 World Track and Field 1995 Pole Vault Sergey Bubka auf youtube.com, abgerufen am 29. Mai 2020
- Men's Pole Vault Qualifying - 1995 IAAF World Athletics Championships auf youtube.com, abgerufen am 29. Mai 2020